# ۱۲۱ (عدد)
۱۲۱(صد و بیست و یک) یک عدد طبیعی است که بعد از ۱۲۰ و قبل از ۱۲۲ قرار دارد.
این عدد مربع کامل است.